# La muerte de Empédocles
La muerte de Empédocles (Der Tod des Empedokles, en alemán) es una obra de teatro de Friedrich Hölderlin; una tragedia escrita en verso y con forma monologal. Hölderlin escribió tres versiones distintas y sucesivas de la obra, que quedó inacabada.
Su autor sentía gran admiración por el mundo antiguo y encontró en el suicidio de Empédocles, el antiguo filósofo griego, material relacionable con el espíritu romántico.

## La trama
Básicamente muestra las reflexiones de Empédocles mientras se dirige al borde del cráter del Etna, al que se arroja. Hölderlin encuentra en este suicidio un intento de comunión con la naturaleza y además una muestra identificable con el espíritu romántico, cuando un hombre se eleva y convierte en poeta para cantar a la naturaleza se aleja irremisiblemente del propio objeto de su canto y queda atrapado en un callejón sin salida.